# Mair
Mair (en àrab: مير), també anomenada Meir, és un poble de l'Egipte mitjà a la governació d'Assiut, situat a la riba occidental del Nil, a 8 km a l'oest de la ciutat d'Al-Qusiya, l'antiga Quis. Va créixer al costat de la ruta de caravanes que transcorre entre Al-Qusiya i Al-Farafra, i a 3 km al nord-oest de la ruta entre les muntanyes i els uadis.
Aproximadament a 5 km al sud-oest de Mair hi ha una necròpoli pertanyent als imperis antic i mitjà, ja que durant l'Imperi nou les necròpolis es traslladaren a la riba oriental del riu. Alguns sarcòfags indiquen l'ús durant les èpoques grega i romana.

## Antecedents
Mair era el cementeri de nomarques, alcaldes i sacerdots de Quis, els membres de les seues famílies i criats, sobretot durant les dinasties de la sisena a la dotzena. S'han trobat tombes destinades a obrers i artesans a la zona occidental de la necròpoli: els servents eren enterrats a l'est d'aquells. Els relleus de les tombes de la dinastia XII són dels més importants representants d'aquest art, sobretot els de les tombes B1 i B2.
Al llarg d'1,5 km són cinc els grups de tombes en què Blackman les va subdividir; de nord a sud: grup A (tombes de les dinasties VI a XI), B (tombes de la dinastia XII), C (tombes de finals de la XIIa), D (dinastia VI), i I (la majoria de tombes de la sisena dinastia). La tomba més antiga és la de Nianjpepi (tomba A1).
Quis fou un centre del culte a Athor, com indica el títol dels sacerdots enterrats. Ni als temples, però, ni a la ciutat se n'han realitzat excavacions.

## Història
Malgrat la vigilància en la necròpoli, durant el s. XIX fou saquejada sovint: robaren taulons de fusta dels taüts, utilitzats per a eines agrícoles i en el sistema de rec. El 1877 Muhammad Schehīn en feu un estudi per ordre del Consell d'Antiguitats Egípcies; envià al Caire els taüts millor conservats i en cremà la resta. El 1890 Émile Gaston destacà la importància de Mair, però no feu res per protegir-ne les tombes. Entre 1892 i 1895 s'hi excavà sota la direcció de Daressy: a la zona A, es trobà una estàtua de fusta de Nianjpepi a la tomba A1. El 1899 i 1900 se'n netejà la zona de B, i Gaston Chassinat, Daressy i Clédat en copiaren les inscripcions de les tombes.
El 1910 es permeté a Sayd Bey Khashabeh excavar la zona entre Dairut i Dair al-Gandala, que comprenia l'àrea de Mair. Les excavacions s'hi dugueren a terme des de 1910 a 1914 sota la direcció d'Ahmed Kamal, sobretot en els grups B, D i I, i gran part de les troballes són ara en el Metropolitan Museum of Art de Nova York. Els informes preliminars aparegueren en Annales du service des antiquités de l'Égypte, volums 11-15 (1911 a 1915).

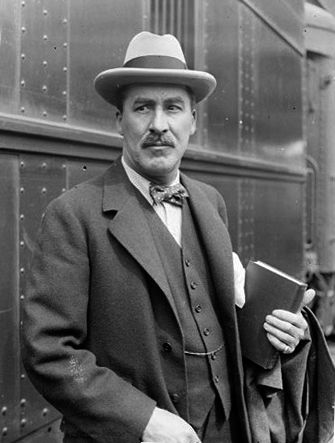
Howard Carter

Aylward Manley Blackman hi feu diverses campanyes (1912 a 1914, 1921, 1949 i 1950) en nom de l'Egypt Exploration Fund, estudiant les tombes decorades de tots els grups, descrivint-les en sis volums, i realitzant la divisió i numeració de les tombes.
Una major neteja i recerca se n'efectuà en la primera meitat del segle xx: el 1918 Howard Carter investigà les tombes del grup B, i en la dècada de 1940, en nom de la Universitat d'Alexandria, s'excavà Sami Gabra.
Tots els estudis se'n documentaren, però mai se'n feu un mapa topogràfic. Les troballes són esmentades, en gran part, sense referència a l'origen, sense donar el número de la tomba en què es trobaven. Howard Carter documentà el descobriment d'onze fosses del grup B, dels quals només quatre se'n publicaren.
El Consell d'Antiguitats posà teulada nova a les tombes del grup B, i fins i tot instal·là llum elèctrica en A1 i A2.
El 1989 N. Kanawati en proposà una classificació diferent a la de Blackman, amb una nova cronologia dels principals sacerdots que, al seu parer, en resol les paradoxes de l'anterior; també estableix les relacions entre les persones soterrades a la necròpoli.

## Descripció de les tombes
És un conjunt d'hipogeus, amb un estil particular de relleus, molt baixos i gairebé plans: s'hi utilitzava calcària, i se'n dibuixaven els contorns rebaixant-ne el fons, que també podia ser llaurat. Les figures eren pintades amb colors plans, encara que la majoria ha perdut la policromia. Les escenes representades són d'un gran realisme: mostren amb tot detall escenes de la vida quotidiana, festes, esports i oficis.
Es poden visitar dues tombes del grup A (sisena dinastia) i quatre del grup B (dotzena dinastia).

### Tombes de l'Imperi antic, grup A
Les dues tombes són al centre del grup A: les de Nianjpepi-Kem i la del seu fill Pepi-anj. Aquest grup és molt diferent al de la dinastia XII, les imatges estan pintades sobre fons blau.
Tomba A1

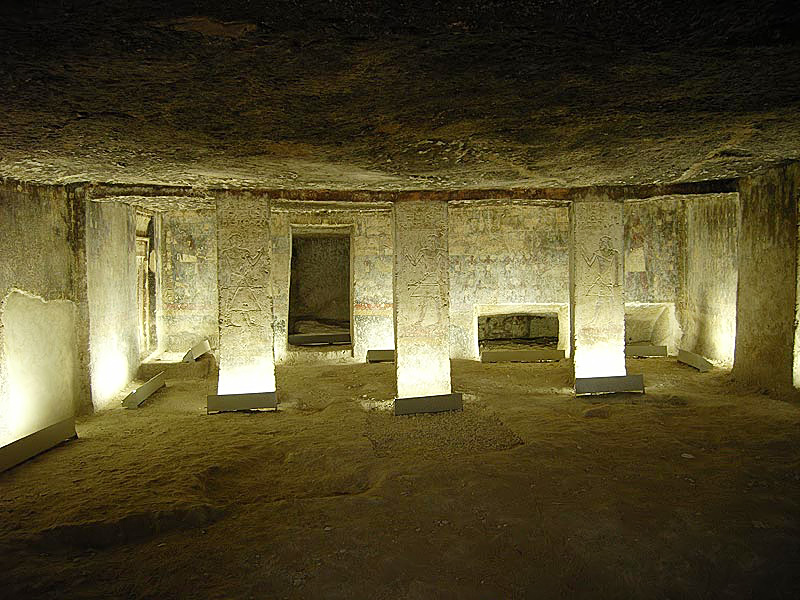
Mair, vestíbul de la tomba A1

És la de Nianjpepi, cap de l'Alt Egipte, canceller del rei del Baix Egipte, cap dels sacerdots, que era contemporani de Pepi I, anomenat Nianjpepi-Kem ('el negre'). L'entrada n'és a la zona sud, i en part obstruïda; actualment cal entrar-hi per la tomba del seu fill (A2). Consta d'un gran vestíbul amb pilars decorats. Al costat oest hi ha esteles i una taula per a ofrenes; el fons està decorat amb escenes de pesca i caça. Les següents tres sales són pràcticament sense decorar, amb dos nínxols a la paret occidental amb estàtues inconcluses.
Tomba A2

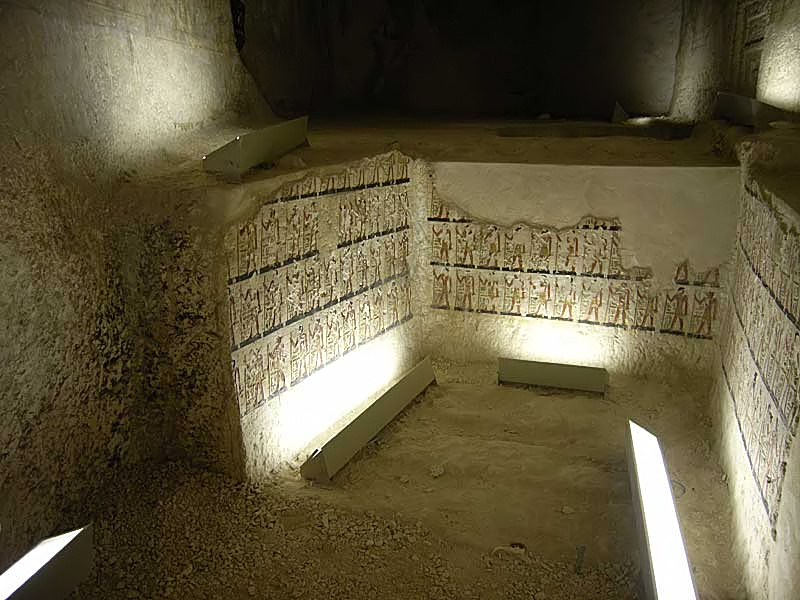
Serdab de la tomba A2

Tomba de Pepianj, canceller del rei del Baix Egipte, cap dels sacerdots, era fill de Nianjpepi i contemporani de Pepi II. Aquesta tomba consta de vuit sales, i l'entrada n'és a la paret sud. En la primera cambra després de l'entrada hi ha representacions del propietari amb un gran seguici, artesans i moltes escenes d'artesania i agricultura. La següent sala cap al nord no té decoració. A l'est es troba el serdab, la cambra amb la representació del ka del mort; a la part inferior es poden veure al voltant de 250 imatges amb els títols del senyor de la tomba; a la superior n'hi ha dibuixos a tinta amb la barca i la tripulació que porten a la riba occidental del Nil, ramat, mobles i aliments per a la tomba. A l'oest de la primera sala n'hi ha una altra decorada, des de la qual se n'arriba a altres dues situades al nord i sense decorar, i on està el pas cap a la tomba de Nianjpepi (A1). A les parets d'aquesta sala hi ha pintures amb excursions amb vaixell, activitats agrícoles, pesca i també altres del propietari de la tomba rebent donacions. Des de la cantonada nord-est d'aquesta cambra es passa a una altra habitació amb representacions de batalles, i de nou Pepi-anj rebent ofrenes.

### Tombes de l'Imperi mitjà, grup B

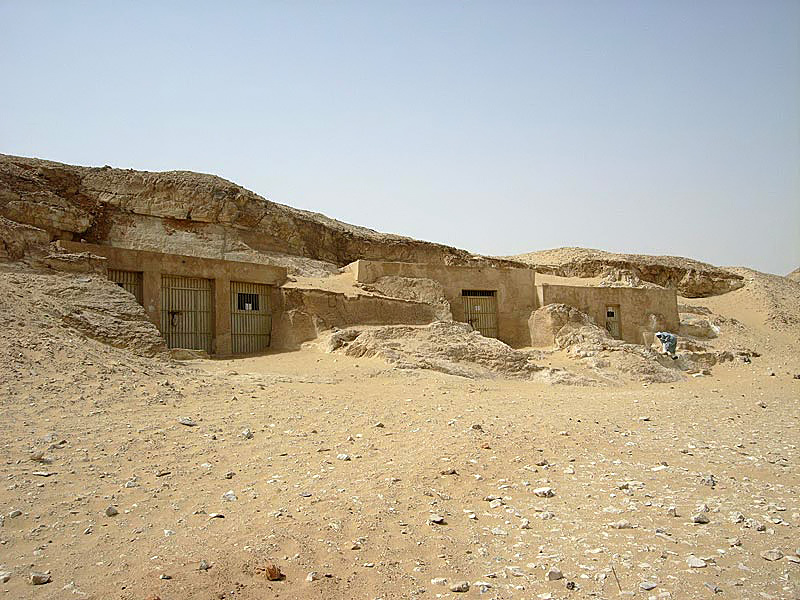
Mair, tombes del grup B

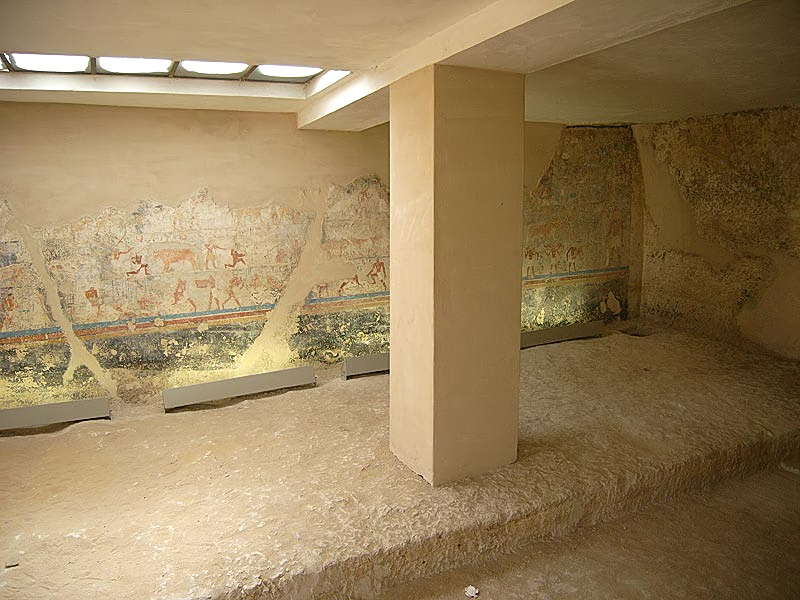
Mair, tomba B1, paret sud

Una de les imatges més inusuals n'és una trobada a la tomba B2 amb uns famèlics pastors beges cuidant un bestiar ben alimentat. La interpretació n'és controvertida: alguns científics reconeixen aquesta tomba com la d'un cap de beduïns.
Les tombes s'esfondraren (probablement en l'antiguitat) i en algunes només se'n pot veure la part inferior de les imatges pintades, però El Consell d'Antiguitats ha posat teulada a les tombes per impedir que en continue la deterioració. No en tots els casos l'estudi és complet.
Tomba B1

Pertany a Senbi, príncep, cap dels sacerdots, canceller del rei d'Egipte en temps d'Amenemhet I. La tomba consisteix en una gran sala amb una estàtua en un nínxol a la part posterior, a la qual s'han afegit dos pilars en reconstruir-la. L'entrada n'és a la paret sud, i s'hi poden veure escenes de la vida quotidiana: pastors, carnissers, sacerdots, toros, persones saltant sobre els toros i una vaca de part. La part posterior en mostra poca decoració. La paret nord mostra una festa amb ballarins i músics, i més escenes: lluitadors, pesca als pantans, aus i productes agrícoles.
Tomba B2

D'Ujhotep, príncep, canceller del rei del Baix Egipte, cap dels sacerdots d'Athor durant el regnat de Senusrert I. Té una gran sala amb dos pilars i una estàtua en un nínxol a la part posterior. L'entrada n'és a la paret sud, en la qual es pot veure dos homes amb rucs. A l'esquerra un home porta ofrenes i hi ha portadors i pastors. A la part posterior es pot veure el propietari de la tomba i la seua esposa, escenes de toros, i portadors d'ofrenes, i al nínxol de la tomba de nou Uj-Hotep, la seua esposa i el portador de les ofrenes. A la dreta (costat nord), el matrimoni amb ofrenes i escenes de pastors, músics, collita de papirs i pesca amb vaixell. En l'entrada nord, Ukh-Hotep i la seua esposa davant d'escribes.
Tomba B3

És la tomba de Senbi, fill d'Ujhotep, príncep hereu, cap dels sacerdots durant els regnats de Senusret I i Amenemhet II. Aquesta tomba té un gran vestíbul amb quatre pilars i una posterior cambra funerària. Hi ha pocs llocs decorats: a la paret sud hi ha una estela dedicada a la seua germana Mersi i algunes inscripcions en el pas a la sala següent. En aquesta tomba i en la del seu fill (la B4)
els relleus (alguns en estil naturalista) estan entre els millors del seu tipus de l'Imperi mitjà.
Tomba B4

Hi ha enterrat Ujhotep, príncep, cap dels sacerdots d'Athor en temps d'Amenemhet II. Té una sala amb un pilar i un nínxol per a estàtues al fons, per on s'arriba a un santuari. Totes les parets de la tomba estan decorades: la paret de l'entrada sud conté restes d'embarcacions; sobre la paret sud hi ha Ukh-Hotep pescant acompanyat d'altres amb estris de pesca. La part del fons té una llista amb 59 prínceps, avantpassats de l'actual. El santuari conté escenes de caça, ofrenes i inscripcions, i una porta falsa al fons. La paret nord mostra al propietari de la tomba amb músics i escenes quotidianes del seu càrrec d'administrador. A la paret de l'entrada hi ha restes d'una escena de caça, i al fons són Ukh-Hotep Ukh-Hotep i la seua esposa amb sacerdots i servents.

### Tombes de l'Imperi mitjà, grup C
Corresponen a alts funcionaris de la dinastia XII.
Tomba C1

Tomba d'Uejhotep i de les seues dues esposes; no se'n sap si és del regnat de Senusret II o de Senusret III. S'hi trobà una estàtua d'Uejhotep acompanyat per ambdues dones, que es conserva al Museu de Belles Arts de Boston.

## Aixovar funerari
Els sarcòfags, vasos canopis i les seues capses no es troben a les tombes. Una excepció n'és la tomba A1, en què es trobaren dues estàtues de fusta de Nianjpepi i una altra d'un servent a la fi del s. XIX (Museu Egipci, CG 60, 236-254) així com models de vaixells (Museu Egipci, CG 4880-4893).
En la majoria d'excavacions que s'hi feren sota Ahmed Kamal i els seus predecessors aparegueren troballes, però no se'n documentà el lloc on estaven: fèretres, estàtues, esteles, taules per a ofrenes, una paleta cosmètica de fusta amb el nom del faraó Merykare i un altre model de vaixell.